# Журавльовський сільський округ
Журавльо́вський сільський округ (каз. Журавлёвка ауылдық округі, рос. Журавлёвский сельский округ) — адміністративна одиниця у складі Буландинського району Акмолинської області Казахстану. Адміністративний центр — село Журавльовка.
Населення — 1324 особи (2021; 1975 у 2009, 2570 у 1999, 3449 у 1989).
Станом на 1989 рік існувала Журавльовська сільська рада (села Воробйовка, Журавльовка, Новодонецьк, Ярославка).

## Склад
До складу округу входять такі населені пункти:
| Населений пункт   | Колишні назви | Населення, осіб (1989) | Населення, осіб (1999) | Населення, осіб (2009) | Населення, осіб (2021) |
| ----------------- | ------------- | ---------------------- | ---------------------- | ---------------------- | ---------------------- |
| Воробйовка, село  | -             | 452                    | 430                    | 303                    | 224                    |
| Журавльовка, село | -             | 1932                   | 1371                   | 1009                   | 616                    |
| Новодонецьк, село | -             | 637                    | 475                    | 437                    | 312                    |
| Ярославка, село   | -             | 428                    | 294                    | 226                    | 172                    |